# Anton Yudin
Anton Nikolaïevitch Yudin (en russe : Антон Николаевич Юдин), né le 26 août 1972, à Volgograd, dans la République socialiste fédérative soviétique de Russie (Union soviétique), est un joueur et entraîneur russe de basket-ball. Il évolue durant sa carrière au poste d'arrière.

## Palmarès
- Coupe de Russie 2003